# Championnat d'Israël de football 1965-1966
Navigation
Championnat d'Israël 1964-1965 Championnat d'Israël 1966-1968
Le Championnat d'Israël de football 1965-1966 est la 15e édition de ce championnat.

## Classement[1]
| Rang | Équipe                  | Pts | J  | G  | N  | P  | Bp | Bc | Diff |
| ---- | ----------------------- | --- | -- | -- | -- | -- | -- | -- | ---- |
| 1    | Hapoël Tel-Aviv         | 38  | 30 | 12 | 14 | 4  | 36 | 23 | +13  |
| 2    | Maccabi Tel-Aviv        | 34  | 30 | 14 | 6  | 10 | 45 | 29 | +16  |
| 3    | Hapoël Petah-Tikvah     | 34  | 30 | 10 | 14 | 6  | 42 | 29 | +13  |
| 4    | Maccabi Netanya         | 34  | 30 | 13 | 8  | 9  | 49 | 35 | +14  |
| 5    | Hapoël Ramat-Gan        | 34  | 30 | 12 | 10 | 8  | 40 | 32 | +8   |
| 6    | Shimshon Tel-Aviv       | 32  | 30 | 12 | 8  | 10 | 37 | 31 | +6   |
| 7    | Hapoël Haïfa            | 32  | 30 | 12 | 8  | 10 | 31 | 32 | -1   |
| 8    | Hapoël Mahane-Yehoudah  | 31  | 30 | 11 | 9  | 10 | 36 | 38 | -2   |
| 9    | Hakoah Amidar Ramat Gan | 30  | 30 | 9  | 12 | 9  | 37 | 34 | +3   |
| 10   | Bnei Yehoudah           | 28  | 30 | 9  | 10 | 11 | 31 | 38 | -7   |
| 11   | Maccabi Jaffa           | 28  | 30 | 9  | 10 | 11 | 33 | 41 | -8   |
| 12   | Hapoël Jérusalem FC     | 28  | 30 | 9  | 10 | 11 | 29 | 40 | -11  |
| 13   | Hapoël Beer-Sheva       | 27  | 30 | 9  | 9  | 12 | 21 | 25 | -4   |
| 14   | Maccabi Sha'arayim      | 27  | 30 | 10 | 7  | 13 | 33 | 40 | -7   |
| 15   | Maccabi Petah-Tikvah    | 23  | 30 | 7  | 9  | 14 | 26 | 43 | -17  |
| 16   | Beitar Tel-Aviv         | 20  | 30 | 5  | 10 | 15 | 21 | 37 | -16  |

|  | Champion |
|  | Relégué  |

## Bilan de la saison
| Tableau d'Honneur                |                 |
| Compétition                      | Vainqueur       |
| Championnat d'Israël de football | Hapoël Tel-Aviv |
| Coupe d'Israël de football       | Hapoël Haïfa    |

| Promotions et relégations |                                      |
| Relégués en Liga Leumit   | Maccabi Petah-Tikvah Beitar Tel-Aviv |
| Promus en Ligat ha'Al     | Sektzia Nes Tziona Maccabi Haïfa     |